# Otto Scherbening
Johann Otto Scherbening (* 2. Februar 1792 in Jodzahlen; † 27. Februar 1859 in Breslau) war ein preußischer Generalmajor und Kommandeur der 23. Infanterie-Brigade.

## Leben

### Herkunft
Otto war der Sohn des Regierungskommissars und Gutsbesitzers zu Klein Königsbruch Scherbening und dessen Ehefrau, einer geborenen Krämer.

### Militärkarriere
Scherbening stand zunächst als Junker im russisch-livländischen Dragonerregiment der Russischen Armee. Anfang März 1813 trat er als Freiwilliger Jäger in das 3. Ostpreußische Infanterie-Regiment der Preußischen Armee ein und nahm während der Befreiungskriege an den Belagerungen von Magdeburg, Wittenberg, Grokum und Soissons sowie den Kämpfen bei Luckau, Hoyerswerda, Wartenburg, Großbeeren, Leipzig und Laon teil. Für Dennewitz wurde Scherbening belobigt und mit dem Eisernen Kreuz II. Klasse ausgezeichnet. Mit der Beförderung zum Sekondeleutnant kam er am 2. Mai 1814 in das 1. Westfälische Landwehr-Infanterie-Regiment und avancierte Ende November 1814 zum Premierleutnant. Während des Sommerfeldzuges erhielt er 1815 in der Schlacht bei Ligny einen Kolbenschlag auf die Brust.
Nach dem Krieg wurde Scherbening Anfang September 1816 dem 4. Infanterie-Regiment und ein halbes Jahr später dem 1. Jäger-Bataillon aggregiert. Er stieg Ende März 1827 zum Kapitän auf und wurde am 14. Juni 1828 zum Kompaniechef im 26. Infanterie-Regiment ernannt. Am 12. März 1840 wurde Scherbening zum Major befördert und nahm als solcher 1849 an der Niederschlagung der Badischen Revolution teil. Am 14. August 1849 folgte seine Ernennung zum Kommandeur des 19. Infanterie-Regiment in Torgau. In dieser Stellung stieg Scherbening bis Mitte 19. April 1851 zum Oberst und wurde am 17. Juni 1852 mit dem Ritterkreuz des Königlichen Hausordens von Hohenzollern ausgezeichnet. Mit der Beförderung zum Generalmajor wurde er am 13. Juni 1854 Kommandeur der 23. Infanterie-Brigade in Neiße. Aufgrund seiner körperlichen Leiden wurde Scherbening am 13. Juni 1857 unter Verleihung des Roten Adlerordens II. Klasse mit Eichenlaub und Schwertern am Ringe mit Pension zur Disposition gestellt. Er starb am 27. Februar 1859 in Breslau.

### Familie
Scherbening heiratete am 2. Februar 1822 in Rastenburg Karoline Wilhelmine Friederike Fudäus (1795–1851). Nach ihrem Tod ehelichte er am 22. Mai 1853 in Breslau Agnes Luise Wedlich, verwitwete Tietze (1817–1889).